# Rubén Héctor Sosa

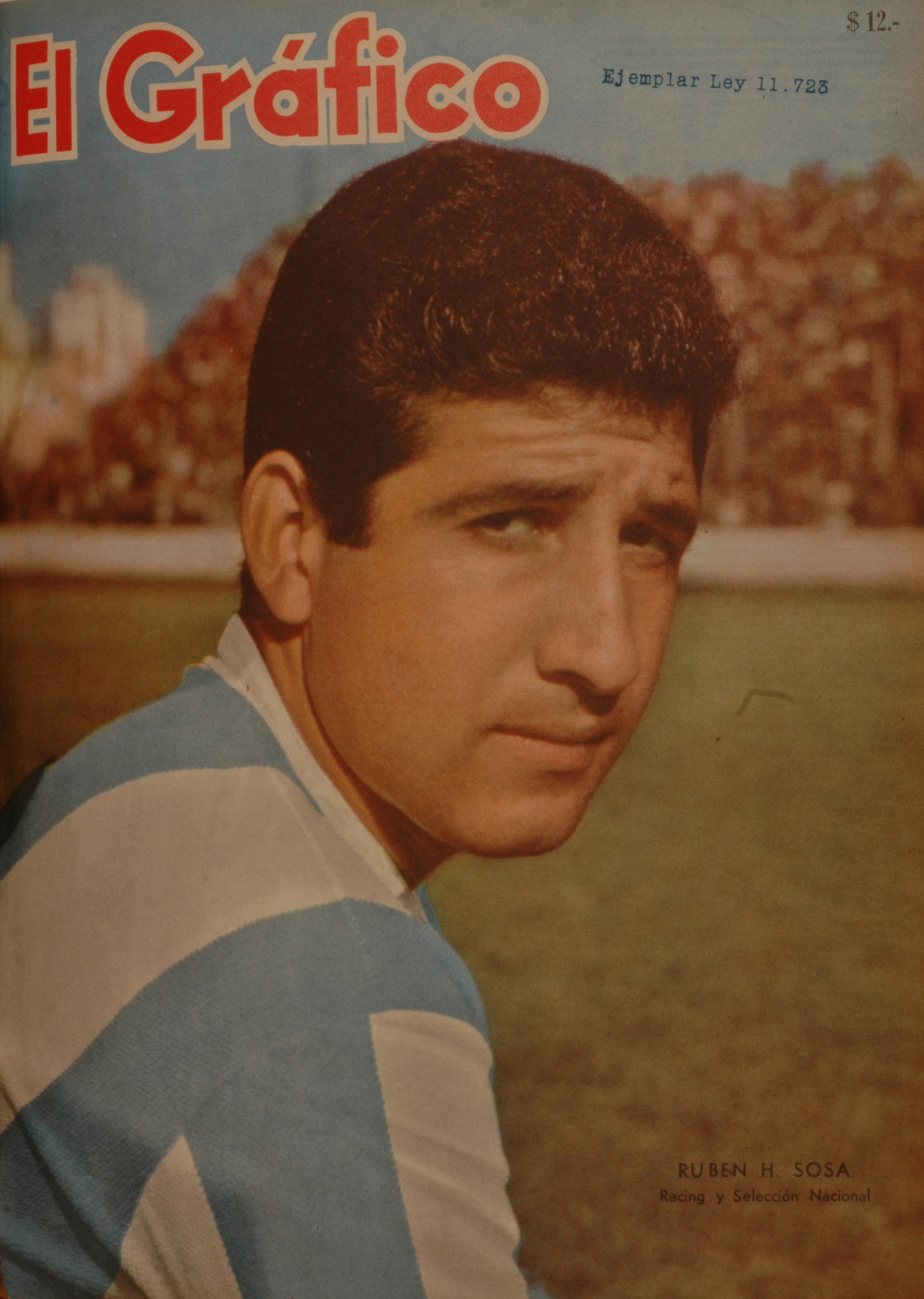
Rubén Héctor Sosa

Rubén Héctor Sosa (* 14. November 1936; † 13. September 2008) war ein argentinischer Fußballspieler. Der als „Marqués“ bekannte Angreifer nahm mit der Auswahl Argentiniens an der Weltmeisterschaft 1962 und mehreren Südamerikameisterschaften teil; 1959 wurde er mit der Mannschaft Südamerikameister.
Sosa begann seine Karriere als Berufsfußballer 1958 beim Racing Club Avellaneda, wo er schon in der ersten Saison argentinischer Meister wurde. 1959, 1960 und 1962 erzielte er jeweils die meisten Tore seines Clubs und sicherte damit die erneute Meisterschaft 1962. Bis 1964 konnte er für Racing in 141 Spielen insgesamt 81 Tore erzielen. 1964 wechselte er in die Liga von Uruguay zu CA Cerro.
Nach zwei Jahren bei Cerro wechselte er zum Ligakonkurrenten Nacional Montevideo, wo er 1967 mit seinen zahlreichen Toren dafür sorgte, dass der Club ins Endspiel um die Copa Libertadores vorstieß. Im Endspiel traf man auf seinen alten Racing Club, unterlag aber nach zwei Unentschieden in Hin- und Rückspiel auf neutralem Platz im Entscheidungsspiel gegen den späteren Weltpokalsieger.
Seine Karriere ließ Sosa 1968 in der NASL bei den Boston Beacons ausklingen, wo ihm in 17 Spielen sieben Tore und acht Vorlagen gelangen.

## Nationalmannschaft
Sosa spielte zwischen 1958 und 1962 18 mal für Argentinien und erzielte dabei elf Tore. Er gehörte zum Kader für die Weltmeisterschaft 1962, wo er einmal zum Einsatz kam, und spielte bei beiden Südamerikameisterschaften des Jahres 1959. Im Jahr 1960 konnte er beim Copa del Atlántico zwei Tore erzielen.